# Janine Kunze

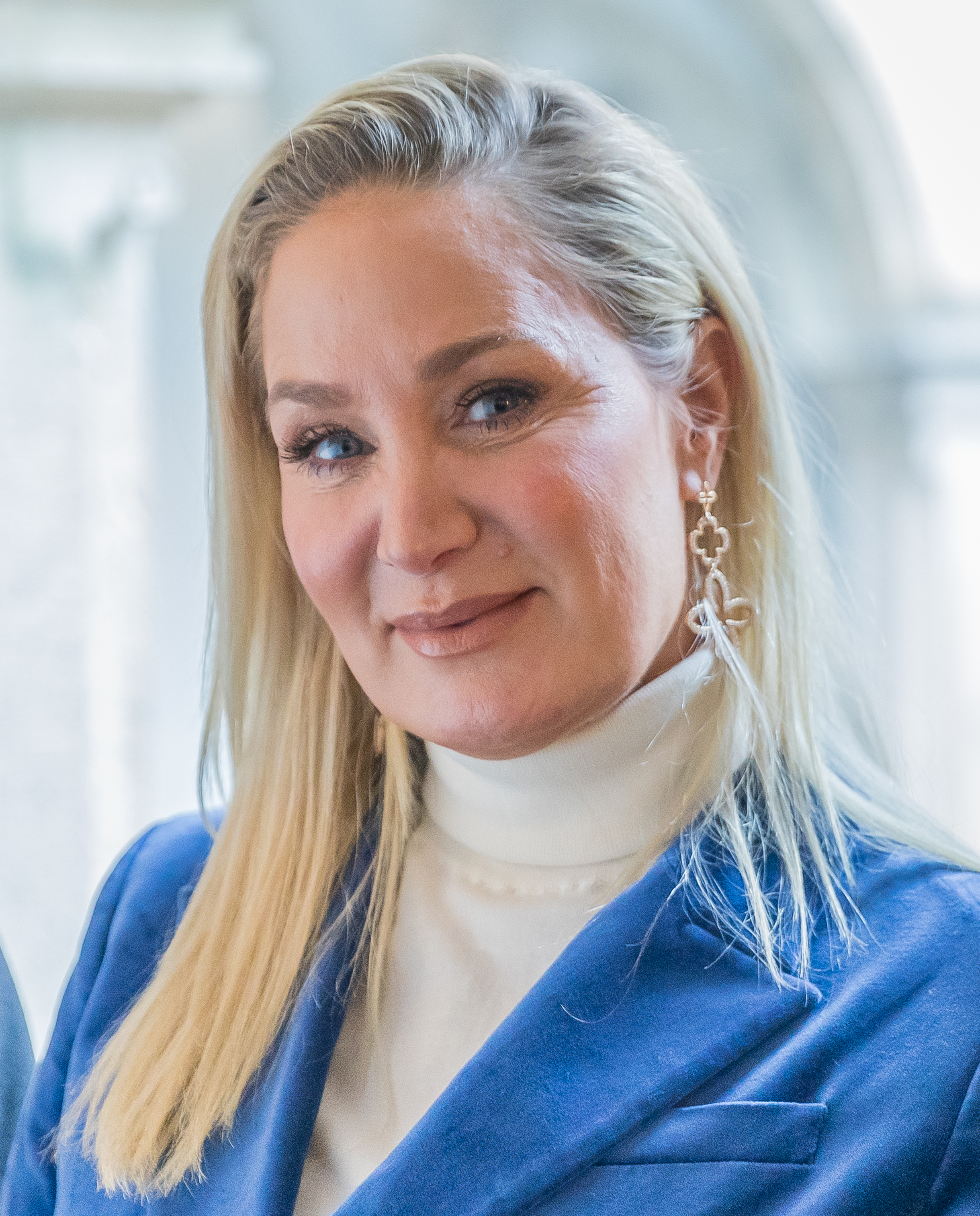
Janine Kunze, 2025

Janine Kunze (* 20 de marzo de 1974 en Colonia; desde el año 2002 Janine Kunze-Budach) es una actriz alemana protagonista de algunas series de televisión.

## Premios
- 2001 - Goldene Rose von Montreux Silberne Rose para Mircomania
- 2002 - Deutscher Comedypreis como parte del grupo Hausmeister Krause - Ordnung muss sein